# Gare de Rasta
La gare de Rasta  est une ancienne gare ferroviaire norvégienne de la ligne de Røros située dans le village de Rasta de la municipalité de Stor-Elvdal dans le comté de Hedmark. 

## Situation ferroviaire
La gare de Rasta se trouve à 256 mètres au-dessus du niveau de la mer, et à 227,68 km d'Oslo.

## Histoire
Au départ la gare s'appelait Rasten. Elle a été mise en service en 1882 pour le transport de passagers et de fret jusqu'en 1986. Depuis juin 2002, c'est une gare sans surveillance ni arrêt, sans avoir toutefois été formellement désaffectée. 
Le bâtiment de la gare a été transformé en grange et fait partie du patrimoine culturel national. Le 25 avril 2009, ce bâtiment a été détruit par un incendie alors que près de deux millions de couronnes avait été dépensées l'année précédente pour le rénover.